# 토니 마라노
토니 마라노(영어: Tony Marano, 1949년 2월 19일~)는 미국의 작가이자 비평가이다. 일본을 옹호하는 주장을 여럿 펼쳤다. 위안부에 대해서는 성노예가 아닌 정규로 고용되어 일본군 병사보다 높은 급료를 얻고 있던 매춘부였던 것이며 한국이 주장하는 '군에 의한 강제연행'되는 행위는 날조인 것이라고 밝혔으며, 일본에 방문할 때는 야스쿠니 신사를 참배하고 있다